# Lintneria separatus
Lintneria separatus là một loài bướm đêm thuộc họ Sphingidae. Nó được tìm thấy ở Colorado phía nam through New Mexico và Arizona to Veracruz và Hidalgo in México.
Sải cánh dài 110–125 mm. Cánh trước màu xám đậm với các tuyến xám nhẹ. Hindwing is black with a brownish gray border và 2 white bands. Dường như có một lứa vào cuối tháng 6 đến đầu tháng 8.
Ấu trùng đã được ghi nhận ăn loài Salvia greggii.